# Maroko na Mistrzostwach Świata w Lekkoatletyce 2009
Maroko na Mistrzostwach Świata w Lekkoatletyce 2009 – reprezentacja Maroka podczas czempionatu w Berlinie liczyła 20 zawodników. Nie zdobyła żadnego medalu. Jamel Chatbi został zdyskwalifikowany za doping w biegu na 3000 m z przeszkodami, a Dżawad Gharib nie stanął na starcie biegu maratońskiego.

## Występy reprezentantów Maroka

### Mężczyźni
| Konkurencja                   | Zawodnik               | Eliminacje | Eliminacje | Ćwierćfinał   | Ćwierćfinał   | Półfinał      | Półfinał      | Finał         | Finał         |
| Konkurencja                   | Zawodnik               | Wynik      | Poz.       | Wynik         | Poz.          | Wynik         | Poz.          | Wynik         | Poz.          |
| ----------------------------- | ---------------------- | ---------- | ---------- | ------------- | ------------- | ------------- | ------------- | ------------- | ------------- |
| Bieg na 100 m                 | Aziz Ouhadi            | 10,40      | 36.        | Nie awansował | Nie awansował | Nie awansował | Nie awansował | Nie awansował | Nie awansował |
| Bieg na 200 m                 | Khalid Idrissi Zougari | 21,24      | 41.        | Nie awansował | Nie awansował | Nie awansował | Nie awansował | Nie awansował | Nie awansował |
| Bieg na 800 m                 | Amine Laâlou           | 1:46,38    | 6.         |               |               | 1:45,27       | 5.            | 1:45,66       | 5.            |
| Bieg na 1500 m                | Mohamed Moustaoui      | 3:37,34    | 4.         |               |               | 3:36,94       | 10.           | 3:36,57       | 6.            |
| Bieg na 1500 m                | Amine Laâlou           | 3:44,75    | 33.        |               |               | 3:36,68       | 4.            | 3:37,83       | 10.           |
| Bieg na 1500 m                | Abdelati Iguider       | 3:42,87    | 21.        |               |               | 3:37,19       | 12.           | 3:38,35       | 11.           |
| Bieg na 5000 m                | Chakir Boujattaoui     | 13:23,83   | 15.        |               |               |               |               | 13:33,05      | 11.           |
| Bieg na 5000 m                | Anis Selmouni          | 13:22,95   | 8.         |               |               |               |               | 13:44,59      | 14.           |
| Maraton                       | Adil Ennani            |            |            |               |               |               |               | 2:12:12       | 7.            |
| Maraton                       | Rachid Kisri           |            |            |               |               |               |               | 2:17:01       | 26.           |
| Maraton                       | Abderrahim Goumri      |            |            |               |               |               |               | NU            |               |
| Bieg na 3000 m z przeszkodami | Abdelatif Chemlal      | 8:25,68    | 17.        |               |               |               |               | Nie awansował | Nie awansował |
| Bieg na 3000 m z przeszkodami | Jamel Chatbi           | 8:20,26    | DQ         |               |               |               |               | Nie awansował | Nie awansował |

| Konkurencja | Zawodnik       | Kwalifikacje | Kwalifikacje | Finał | Finał |
| Konkurencja | Zawodnik       | Wynik        | Poz.         | Wynik | Poz.  |
| ----------- | -------------- | ------------ | ------------ | ----- | ----- |
| Skok w dal  | Yahya Berrabah | 8,08         | 8.           | 7,83  | 10.   |

### Kobiety
| Konkurencja                   | Zawodniczka            | Eliminacje | Eliminacje | Półfinał       | Półfinał       | Finał          | Finał          |
| Konkurencja                   | Zawodniczka            | Wynik      | Poz.       | Wynik          | Poz.           | Wynik          | Poz.           |
| ----------------------------- | ---------------------- | ---------- | ---------- | -------------- | -------------- | -------------- | -------------- |
| Bieg na 800 m                 | Hasna Benhassi         | 2:02,83    | 11.        | 2:00.06        | 8.             | Nie awansowała | Nie awansowała |
| Bieg na 800 m                 | Halima Hachlaf         | 2:02,46    | 5.         | NU             |                | Nie awansowała | Nie awansowała |
| Bieg na 1500 m                | Mariem Alaoui Selsouli | 4:08,86    | 16.        | 4:10.46        | 13.            | NS             |                |
| Bieg na 1500 m                | Btissam Lakhouad       | 4:08,21    | 8.         | 4:08.72        | 11.            | Nie awansowała | Nie awansowała |
| Bieg na 1500 m                | Siham Hilali           | 4:10,57    | 29.        | Nie awansowała | Nie awansowała | Nie awansowała | Nie awansowała |
| Bieg na 3000 m z przeszkodami | Hanane Ouhaddou        | 9:35,78    | 20.        |                |                | Nie awansowała | Nie awansowała |